# Franz von Hipper
Franz Ritter von Hipper (Weilheim in Oberbayern (Beieren), 13 september 1863 - Hamburg-Othmarschen (Hamburg), 25 mei 1932) was een Duitse admiraal tijdens de Eerste Wereldoorlog. Hij werd bekend door zijn optreden als commandant van de Duitse slagkruisers tijdens de Zeeslag bij Jutland.

## Carrière
Hipper trad in dienst van de Kaiserliche Marine in 1881 op 18-jarige leeftijd. Hij diende op de fregatten SMS Niobe en SMS Leipzig. Van 1884 tot 1903 voerde hij het bevel over torpedoboten, tot hij het bevel kreeg over de zware kruiser SMS Friedrich Carl. In oktober 1913 werd hij aangesteld als commandant van de slagkruiservloot van de Hochseeflotte.
Na het uitbreken van de Eerste Wereldoorlog leidde hij de slagkruiservloot tijdens raids op de Britse kust, waaronder die op Scarborough in 1914. In de ogen van de Duitsers was deze beschieting van een kustplaats een militair succes en een optreden dat binnen de grenzen van het oorlogsrecht viel. De Britse pers noemde hem de "kindermoordenaar van Scarborough".
Hij voerde het bevel over de Duitse slagkruisers tijdens de Slag bij Doggersbank (1915) en de Zeeslag bij Jutland (1916). Tijdens die laatste slag bracht hij twee slagkruisers van de Royal Navy tot zinken, waardoor hij zowel in Duitsland als in het Verenigd Koninkrijk beroemd werd. Kort na de slag werd hij tot ridder geslagen door koning Lodewijk III van Beieren.
In augustus 1918 werd hij gepromoveerd tot admiraal, en hij volgde admiraal Reinhard Scheer op als bevelhebber van de Hochseeflotte. Na de wapenstilstand (11 november 1918) organiseerde hij de overdracht van de Duitse vloot naar Scapa Flow.
Op 30 november 1918 ging hij met pensioen, en bracht de rest van zijn leven door in Othmarschen bij Hamburg.
De zware kruiser Admiral Hipper werd naar hem vernoemd.

## Militaire loopbaan
- Kadett: 1881
- Unterleutnant zur See: 21 november 1884
- Korvettenkapitän: 1902
- Fregattenkapitän: 5 april 1905
- Kapitän zur See: 6 april 1907
- Konteradmiral: januari 1912
- Admiral: 12 augustus 1918

## Decoraties
- IJzeren Kruis 1914, 1e Klasse en 2e Klasse[1]
- Pour le Mérite[1] op 5 juni 1916[2][3]
- De Kroonorde, 2e Klasse[1]
- Onderscheiding voor Trouwe Dienst[1]
- Commandeur in de Militaire Max Joseph-Orde[1]- 6 juni 1916[2] Hieraan dankte Franz Hipper zijn adeldom.
- Militaire Orde van Verdienste, 2e Klasse met Ster en Zwaarden[1]
- Commandeur der Ie Klasse met de Zwaarden in de Albrechtsorde van Saksen[1]
- Commandeur in de Militaire Orde van Verdienste[1]
- Het Kruis voor Militaire Verdienste Ie Klasse van Mecklenburg[1]
- Friedrich August-Kruis, 1e klasse van Anhalt[1]
- Ridderkruis der Ie Klasse van de Orde van de Witte Valk[1]
- Hanseatenkruis van de Hanzestad Bremen[1]
- Hanseatenkruis van de Hanzestad Hamburg[1]
- Hanseatenkruis van de Hanzestad Lübeck[1]

Franz von Hipper werd door de Duitse keizer onderscheiden met achtereenvolgens de IVe Klasse met Kroon, de IIIe Klasse met de strik en de IIe Klasse van de Orde van de Rode Adelaar met ster, eikenloof en zwaarden.